# Sergio Camello
Sergio Camello Pérez (Madrid, 10 de fevereiro de 2001) é um futebolista espanhol que atua como atacante. Atualmente joga pelo Rayo Vallecano.

## Carreira nos clubes
Nascido em Madrid, Camello ingressou na formação juvenil do Atlético de Madrid em 2009, aos oito anos, vindo do CDS Las Encinas de Boadilla. Ele fez sua estreia sênior com as reservas em 23 de setembro de 2018, entrando como substituto no segundo tempo e marcando o gol de empate na vitória por 4 a 2 na Segunda Divisão B contra o CDA Navalcarnero.
Em 12 de maio de 2019, Camello marcou dois gols na derrota por 2 a 0 fora de casa para o Pontevedra CF. Ele fez sua estreia no time principal - e na La Liga - seis dias depois; depois de entrar como substituto no intervalo de Thomas Partey, ele marcou o gol de empate em um empate por 2 a 2 fora de casa contra o Levante UD, tornando-se o primeiro jogador nascido no século 21 a marcar pelo Atleti.
Em 31 de agosto de 2021, Camello foi emprestado ao CD Mirandés, da Segunda Divisão, para a temporada 2021-22. Titular indiscutível, ele marcou 15 gols durante a campanha, principalmente marcando dois gols contra UD Las Palmas (vitória por 4–2), CD Lugo (vitória por 3–2) e SD Ponferradina (vitória por 3–1). Em 3 de agosto de 2022, Camello renovou seu contrato com o Atleti até 2026 e foi emprestado ao Rayo Vallecano, também da primeira divisão, por uma temporada. Ele marcou seu primeiro gol na primeira divisão em 3 de outubro, marcando o empate na vitória por 2 a 1 em casa sobre o Elche CF.
Em 17 de agosto de 2023, Camello assinou um contrato permanente de quatro anos com o Rayo.

## Carreira internacional
Em 2024, Camello foi convocado para a seleção olímpica da Espanha para os Jogos Olímpicos de 2024. Em 9 de agosto de 2024, ele marcou dois gols na prorrogação para dar à Espanha a vitória por 5–3 contra a França na final, conquistando assim a medalha de ouro.

## Títulos
Espanha sub-23
- Jogos Olímpicos: 2024 (medalha de ouro)